# Chiesa della Santissima Annunziata a Fonseca
La chiesa della Santissima Annunziata a Fonseca è una chiesa di Napoli che sorge in via Fonseca, nel quartiere Stella, a ridosso del centro storico.

## Storia
Fu fondata nel 1620 dall'allora Arcivescovo di Napoli Cardinale Decio Carafa su un suolo appartenente alla nobile famiglia dei Fonseca acquistato nel 1616, allora detto extra moenia (al di fuori delle mura) in quanto l'area urbana si fermava al largo delle pigne (odierna piazza Cavour), che peraltro era facilmente visibile dall'alto del colle su cui la chiesa sorgeva.
Ampliata nel XIX secolo, fu seriamente danneggiata dai bombardamenti della seconda guerra mondiale.
Dal 2003 accanto all'antica denominazione di Santissima Annunziata la chiesa è stata dedicata a Santa Giovanna Antida Thouret, santa francese che si è prodigata a Napoli in favore dei malati degli Incurabili e che ha creato l'ordine delle Suore della Carità, presente anche nel quartiere.

## Descrizione
La facciata è costituita da quattro lesene ioniche, poggianti su una base di piperno e interrotte da una spessa cornice marcapiano. Le lesene continuano anche nella parte superiore della facciata, ma presentano in questa parte un capitello composito. Alternati alle lesene, due archi ciechi e al centro un ampio finestrone arcuato.
Sul portale, sormontato da una cornice, è presente una nicchia in cui è collocata una statua della Madonna di Lourdes.
L'interno a navata unica, presenta una volta a botte lunettata. Sulla volta si alternano fasce a elementi geometrici, che terminano nella semplice abside. La volta era decorata con affreschi scomparsi per i danni dei sopra citati bombardamenti che costrinsero ad un rifacimento del tetto, con la conseguente perdita delle pitture.
Su ogni lato si innalzano quattro lesene composite e intervallate da tre arcate cieche sul lato destro, un'arcata cieca e due cappelle sul lato sinistro. Aprono e chiudono ogni lato due paraste dello stesso tipo. Presenti anche due lesene sull'abside, ai lati dell'altare maggiore.
L'altare maggiore in alabastro cotognino proviene dalla chiesa del Divino Amore. È stato donato nel 1873 dalla chiesa di Santa Teresa degli Scalzi, alla quale era stato precedentemente donato dal demanio, al parroco Eduardo Menna, in futuro anche Vicario Generale della Diocesi di Napoli.

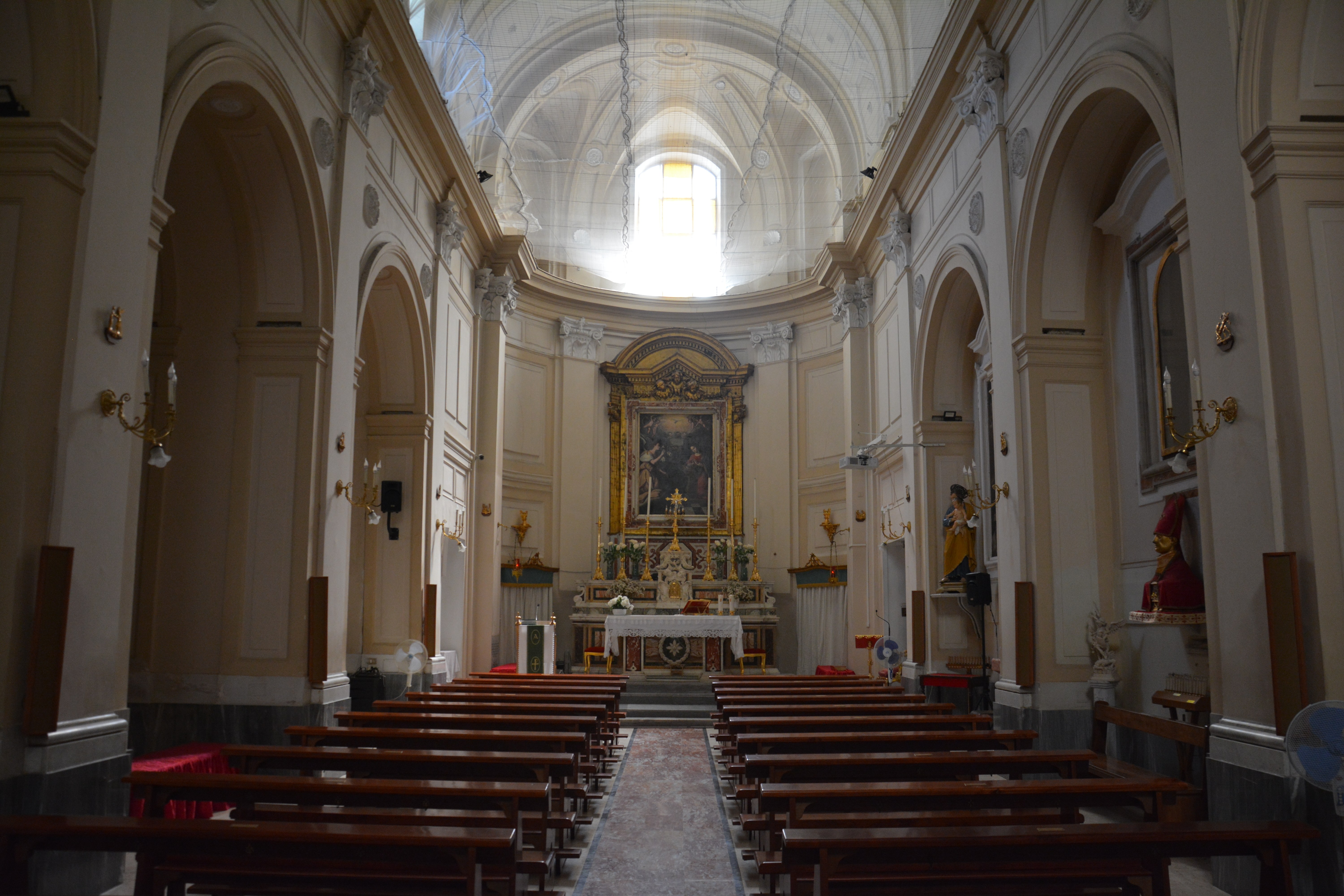
L'interno

Il tabernacolo, interamente di marmo, presenta due teste alate di putti che sovrastano la porticina del tabernacolo, dalla quale sembrano dispiegarsi due ali scolpite. Infine, nella parte più alta, una colomba in bassorilievo simboleggiante lo Spirito Santo.
Al di sopra dell'altare, in una cornice dorata, il quadro raffigurante l'Annunciazione, opera di un discepolo di Luca Giordano. Era opinione comune ritenere il quadro opera dello stesso maestro napoletano, anche se gli studiosi non glielo hanno mai attribuito. Si è avanzata l'ipotesi che l'autore fosse il pittore manierista Sabato Giordano. Un po' di luce è stata fatta il 24 marzo 2004 quando, in occasione della solennità dell'Annunciazione, la tela è stata esposta dopo un necessario restauro e si è comunicata la scoperta della firma dell'autore, "Gio. Lonardo".
Nelle terze cappelle laterali si ammirano altre due tele seicentesche prive di attribuzione: un Sant'Antonio da Padova con il Bambino e una Madonna con il Bambino e le Anime Purganti.
Sono presenti soltanto due cappelle propriamente dette, sul lato sinistro, ma si sa con certezza che almeno fino alla seconda guerra mondiale insistevano anche delle cappelle sul lato destro. I marmi degli altari delle cappelle destre sono stati “riciclati”. Alcuni decorano gli elementi che sorreggono la mensa (aggiunta dopo la rivoluzione liturgica del Concilio Vaticano II) altri, costituiti da due paliotti, decorano la nicchia della sede (dove il sacerdote siede) e la fascia immediatamente sotto il quadro dell'Annunciazione.

## L'atto di morte di Giacomo Leopardi
Nell'archivio della parrocchia è custodito l'atto di morte di Giacomo Leopardi: egli morì il 14 giugno 1837 in vico Pero 2, poco distante dalla chiesa, durante l'epidemia di colera. Questo atto ha dato origine a molte discussioni tra gli studiosi per quanto riguarda l'amministrazione dei sacramenti al poeta e la sua sepoltura.